# یوزف پونیاتوفسکی
یوزف پونیاتوفسکی (انگلیسی: Józef Poniatowski)، رهبر، فرمانده و ژنرال لهستانی که طی جنگ‌های ناپلئونی به خدمت ارتش فرانسه درآمد و در آخر تبدیل به یکی از مارشال‌های امپراتوری اول فرانسه شد.